# Padrón (La Coruña)
Padrón es un municipio y localidad española de la provincia de La Coruña, en la comunidad autónoma de Galicia. El término municipal, ubicado en la comarca del Sar, tiene una población de 8256 habitantes (INE 2024).

## Etimología

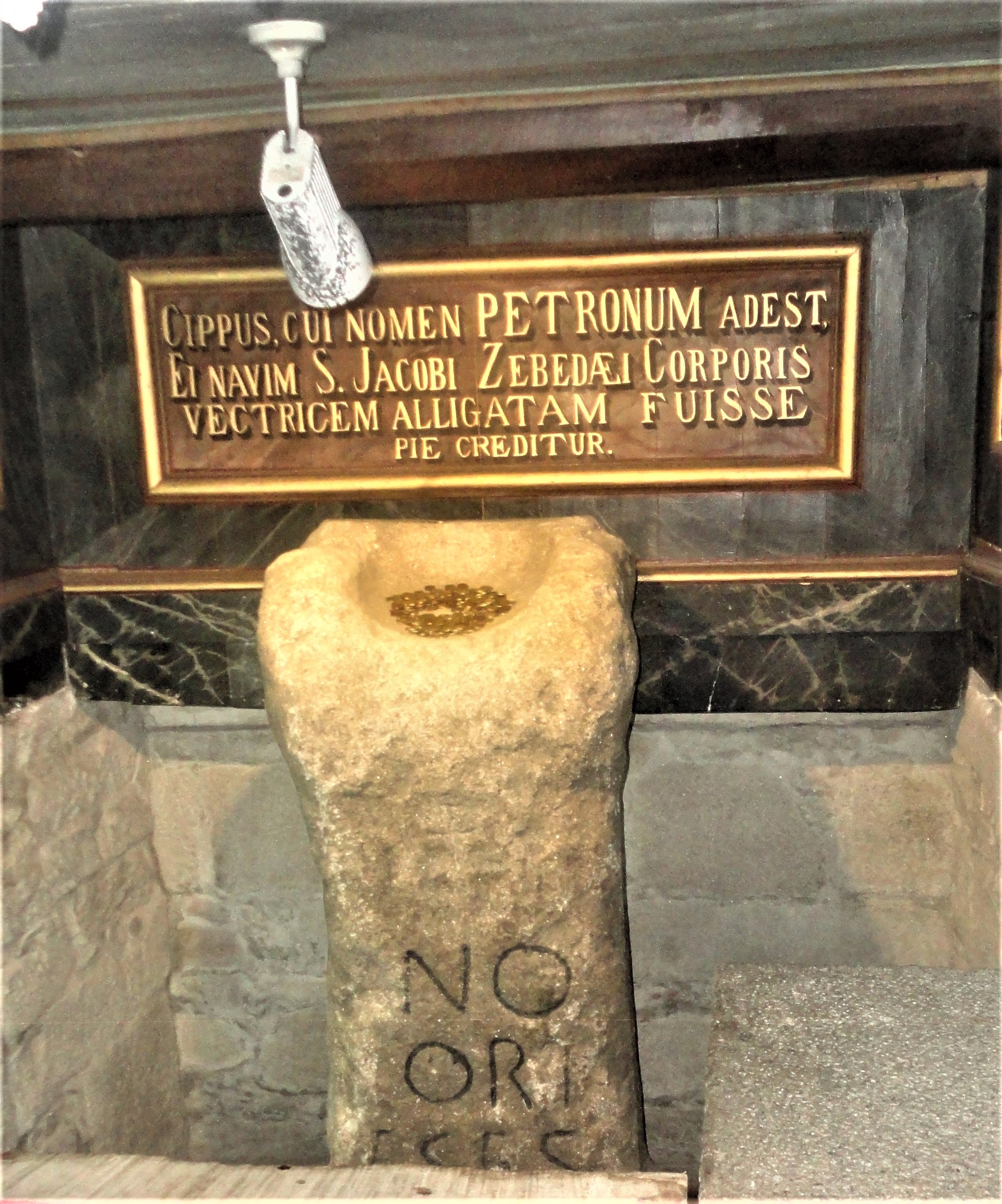
El pedrón que da su nombre a la localidad, en el interior de la iglesia de Santiago.

El topónimo de la villa procede de la palabra pedrón, probablemente una pseudointerpretación ambigua en la lengua gallega de la palabra piedra (de origen griego), que a su vez ya fue deformada etimológicamente hablando en el latín vulgar. Dicha palabra es la fuente de inspiración para darle nombre no solo a la villa sino al municipio. El pedrón en sí es un altar de origen latino dedicado al dios Neptuno y que hasta el siglo XV se encontraba situado en la margen izquierda del río Sar; actualmente, está colocado en el interior de la iglesia parroquial de Santiago de Padrón, pues en la Edad Media fue reinterpretado como la piedra donde quedó amarrada la barca que traía el cuerpo del apóstol Santiago (v. la inscripción, en la foto del pedrón).

## Geografía
Integrado en la comarca del Sar, se sitúa a 80 km de la capital provincial. El término municipal está atravesado por la autopista del Atlántico (AP-9) y por la carretera nacional N-550, entre los pK 75 y 84, además de por la autovía autonómica AG-11 (Padrón-Ribeira) y carreteras locales que sirven de comunicación entre las parroquias y con los municipios cercanos de Rois, Dodro y Teo.
El relieve del municipio está definido por los valles de los ríos Sar y Ulla. El río Sar procede de Rois, con quien hace límite inicialmente hasta adentrarse en el concejo y finalmente desembocar en el río Ulla, el cual a su vez hace de límite con la provincia de Pontevedra antes de adentrarse en el territorio y salir del mismo haciendo de límite con Puentecesures, rumbo a la ría de Arosa. Hacia el norte y el noreste se encuentran las zonas más montuosas, destacando el monte Outeiro da Meda (447 m). La altitud oscila entre los 447 m (Outeiro da Meda) y los 3 m en la desembocadura del Sar en el Ulla. La capital del concejo se alza a 5 m sobre el nivel del mar.
| Noroeste: Rois                               | Norte: Rois                     | Noreste: Teo                     |
| Oeste: Dodro                                 |                                 | Este: Teo                        |
| Suroeste: Dodro y Puentecesures (Pontevedra) | Sur: Puentecesures (Pontevedra) | Sureste: La Estrada (Pontevedra) |

## Parroquias
Parroquias que forman parte del municipio:
- Carcacía (San Pedro).
- Cruces (Santa María).
- Herbón (Santa María).
- Iria Flavia (Santa María).
- Padrón (Santiago).

## Historia
Hasta la llegada del ejército romano en el último cuarto de siglo antes de nuestra era (hacia el 26 a. C.), apenas se tiene constancia de restos (2014), en la villa de Padrón, que hayan dejado los nativos galaicos. Sobre la base de los estudios y hallazgos arqueológicos realizados en el área de la comarca del Sar, tenemos la certeza de la presencia de dichos pueblos, así por ejemplo tenemos las mámoas de la Paradegua y los petroglifos de Bouza Abadín en el ayuntamiento colindante de Dodro, castro de Picadizo, en el municipio de Rois o castro Valente en la parroquia de Herbón en Padrón. La llegada de los pobladores latinos es la primera prueba fehaciente de la existencia de unos habitantes en dichas tierras. Posiblemente, una de las razones que disuadió a las tribus galaicas en su asentamiento en el valle fuese la característica de ser una zona sumamente pantanosa, tal es así que la villa de Padrón está levantada literalmente en cieno. Al margen de esta breve explicación orográfica, debemos destacar la fundación por esa misma época de Iria, más tarde Iria Flavia (dinastía de los Flavios 69 al 96 d. C.) en el alto imperio. Actualmente el pequeño pueblo de Iria Flavia se encuentra a un par de kilómetros en dirección noreste con respecto a Padrón.
Ciertamente la pesca y el comercio fueron las actividades de los primeros pobladores, y así lo demuestran los restos arqueológicos hallados en las sucesivas excavaciones realizadas (Eladio Oviedo Arce, Sánchez Cantón, Filgueira Valverde y García Alén) a lo largo del siglo XX en los alrededores de la villa, más concretamente en Iria Flavia, en el propio pueblo de Padrón y en las orillas del río Ulla en la zona de Porto de abaixo. En ellas se encontró cerámica sigillata, bronces, tegulas y pondus.

La historia posterior del ayuntamiento está unida de forma genuina a la de Iria Flavia, y eso es así, debido a su importancia como puerto, ya no solo pesquero, sino también comercial. La supuesta llegada de Santiago el Mayor hacia el 34 d. C., desde Tierra Santa es el punto de partida de la tradición Jacobea.

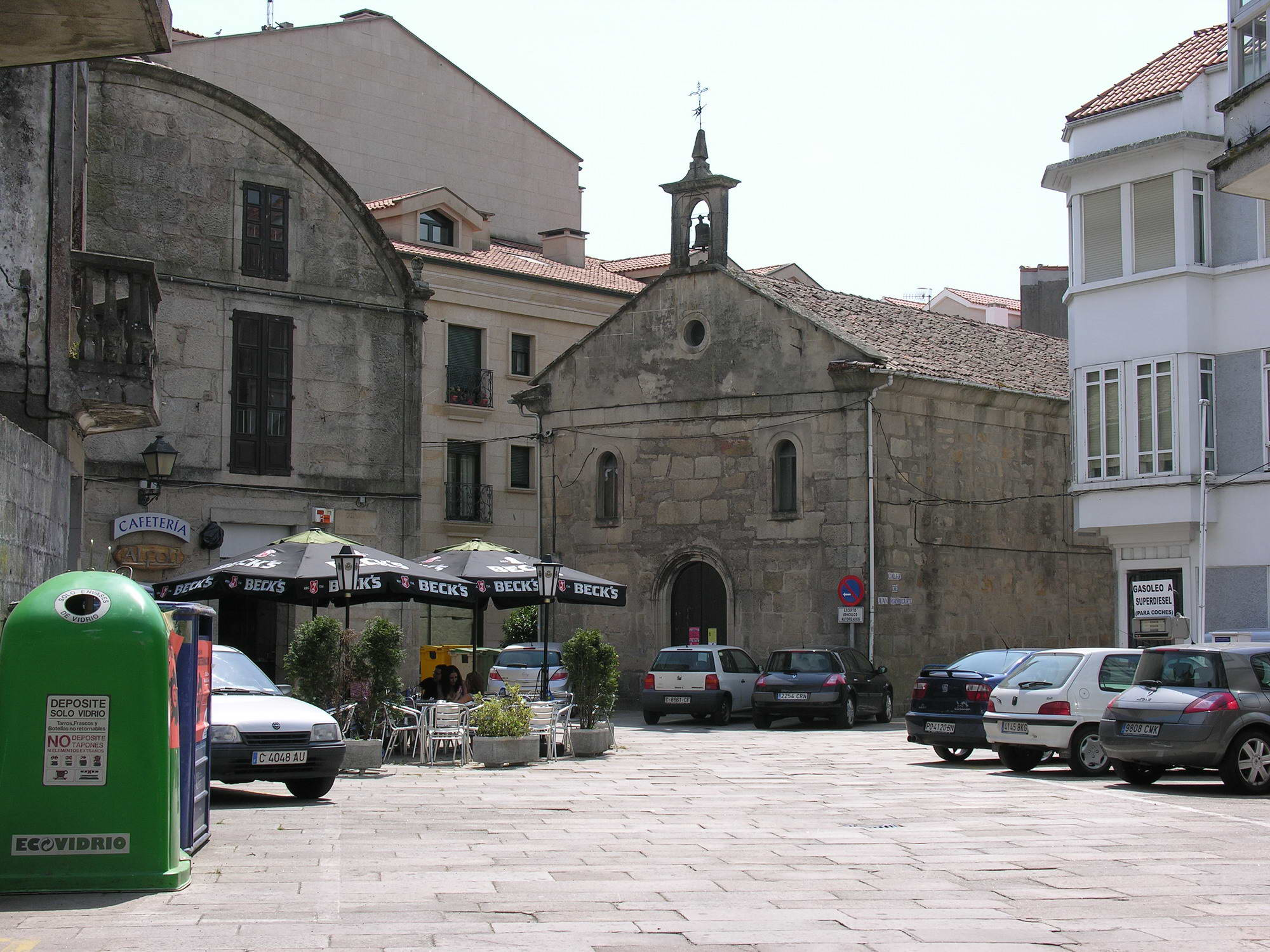
Capilla de la Orden Terciaria en honor de san Antonio.

Después de su muerte (hacia el 44 d. C.) en la ciudad de Jaffa (Israel), la tradición dice que sus restos fueron trasladados por barca desde allí hasta el Padrón (donde el pedrón de que se hablaba más arriba, y que da nombre al pueblo), y posteriormente depositados a varios kilómetros de distancia, en el monte Libredón, donde hoy en día se levanta la catedral de Santiago (Santiago de Compostela).
Desde el descubrimiento en Compostela de unos restos que en seguida fueron identificados como los del mismo Apóstol Santiago, Padrón se convierte en el principio de la ruta hacia el sepulcro para los peregrinos que llegan por mar. También se convierte en objetivo para los saqueadores vikingos y normandos entre los siglos X y XI, por lo que Alfonso V ordenó reconstruir las Torres del Oeste, el antiguo Castellum honesti de origen romano, a principios del siglo XI y, de este modo, la villa dejó de ser asaltada, disfrutando de una gran prosperidad durante los siglos XII y XIII.
El arzobispo Diego Gelmírez, nacido en las Torres de Oeste, fue uno de los artífices de esa prosperidad. Él fue quien construyó un muelle a orillas del Sar –ya que Padrón tuvo puerto hasta el siglo XVII, cuando los aluviones del río Sar produjeron la retirada de la ría–, donde está ahora la iglesia de Santiago y la calle Murgadán, y de sus astilleros salieron las primeras galeras de la Marina española. El arzobispo Rodrígo de Luna, en el siglo XV, moró dos años enteros en Padrón con todo el cabildo compostelano, con el fin de protegerse de los condes de Altamira. Su hermoso sepulcro con estatua yacente puede verse en la iglesia de Iria Flavia.

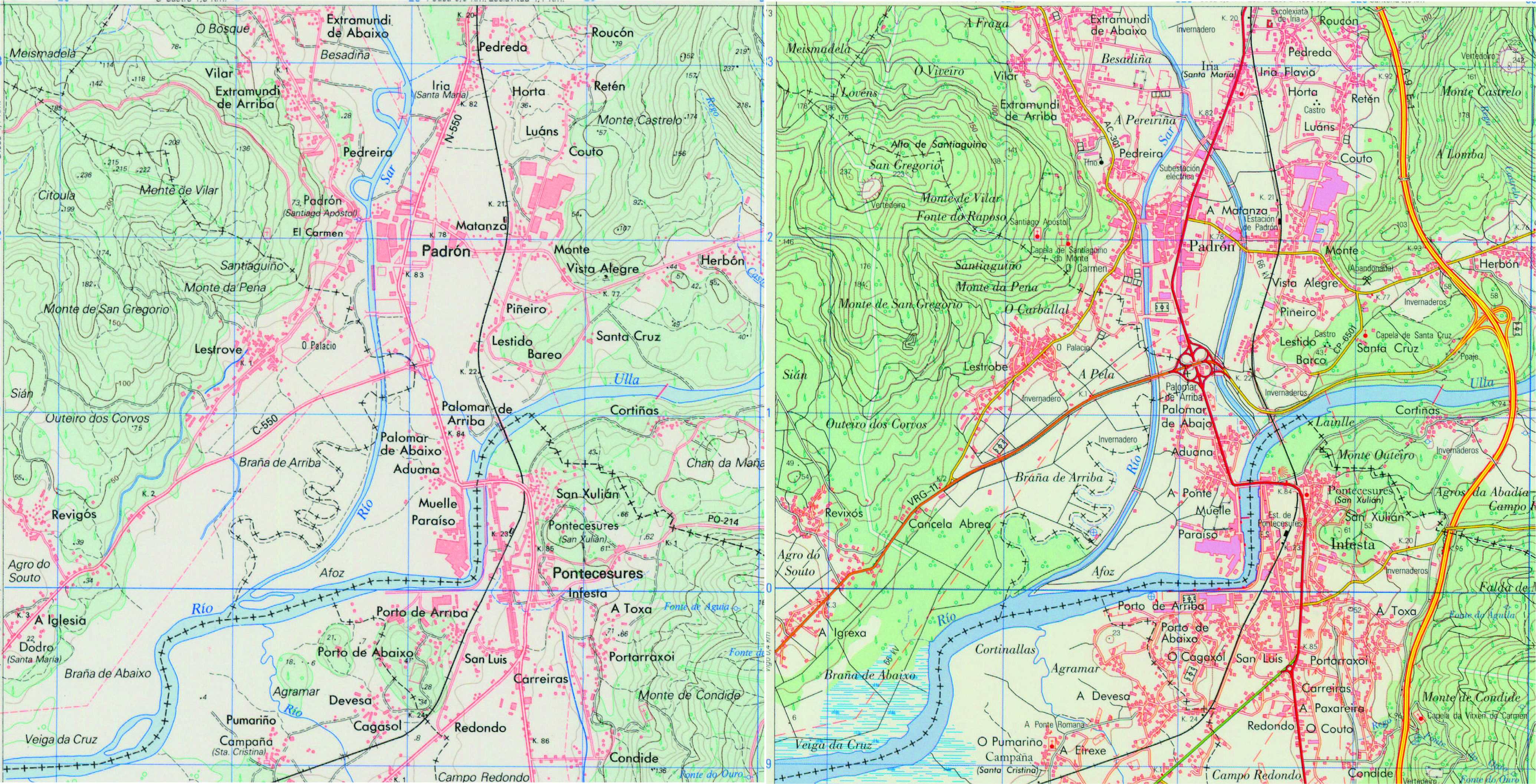
Comparativa de Padrón y el cauce del río Sar en 1991 (izquierda) y en 1999 (derecha) con el canal de derivación ya en uso.

Debido al paso del río Sar pegado al casco urbano, en el pasado eran frecuentes las riadas que inundaban las calles por completo. Para evitar esto, en 1994 se construyó un canal de derivación, lo que sin embargo causó la falta de agua y la muerte de numerosas truchas y escalos.

## Demografía
Cuenta con una población de 8256 habitantes (INE 2024).
| Gráfica de evolución demográfica de Padrón entre 1842 y 2021                                                          |
| |
| Población de derecho según los censos de población del INE. Población de hecho según los censos de población del INE. |

## Patrimonio y cultura

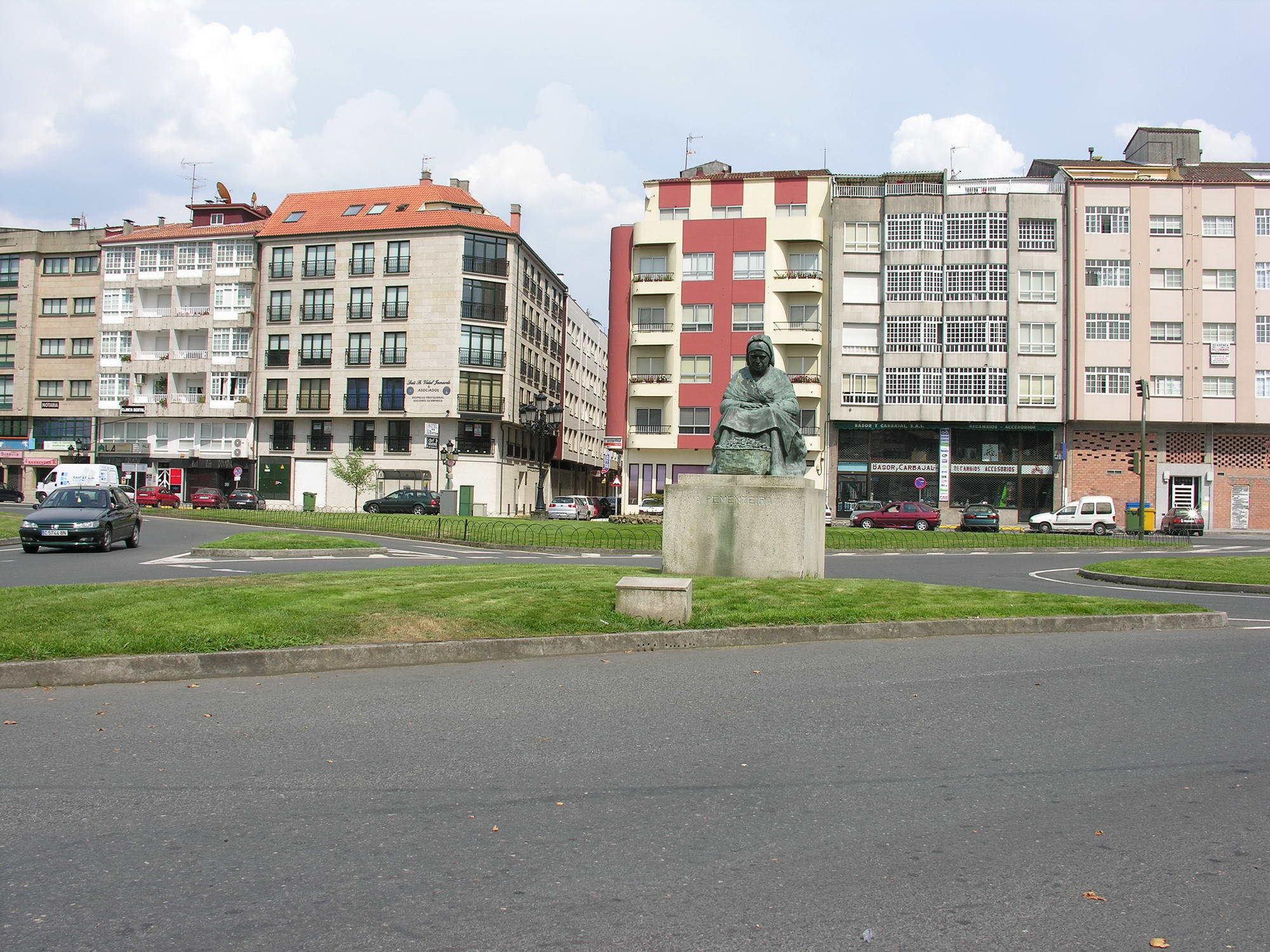
Paisaje urbano de Padrón

Padrón está vinculado a importantes figuras de la literatura gallega, como Macías el Enamorado, Juan Rodríguez del Padrón, Camilo José Cela o Rosalía de Castro, cuya casa se encuentra en las afueras del pueblo, en la aldea "A Matanza", donde vivió sus últimos años y murió, y que hoy en día se puede visitar como museo. Se pueden visitar también la iglesia de Santiago Apóstol, en la que se guardan dos epígrafes, uno romano, sobre la tradición del santo y el otro del año 1133, sobre la reconstrucción de la iglesia iniciada por el obispo Gelmírez.
En los alrededores de la población se pueden ver numerosos pazos de nobles y antiguas familias y a unos cuantos kilómetros, sobre una colina entre grandes peñas se encuentra la ermita de "Santiaguiño do Monte", a la cual, según la leyenda, se retiraba a rezar el apóstol tras sus predicaciones. Todos los años, el 25 de julio fiesta de Santiago Apóstol, se celebra allí una popular romería amenizada después con concursos de muñeiras y donde se consumen algunos platos tradicionales de la cocina gallega.
Asimismo, todos los domingos Padrón alberga una de los mercados más populares de Galicia, en el que tienen importante presencia los productos hortofrutícolas de la zona –en especial los conocidos pimientos–, así como ropa, quesos, panes, aperos de labranza y animales domésticos.

## Pimientos de Padrón

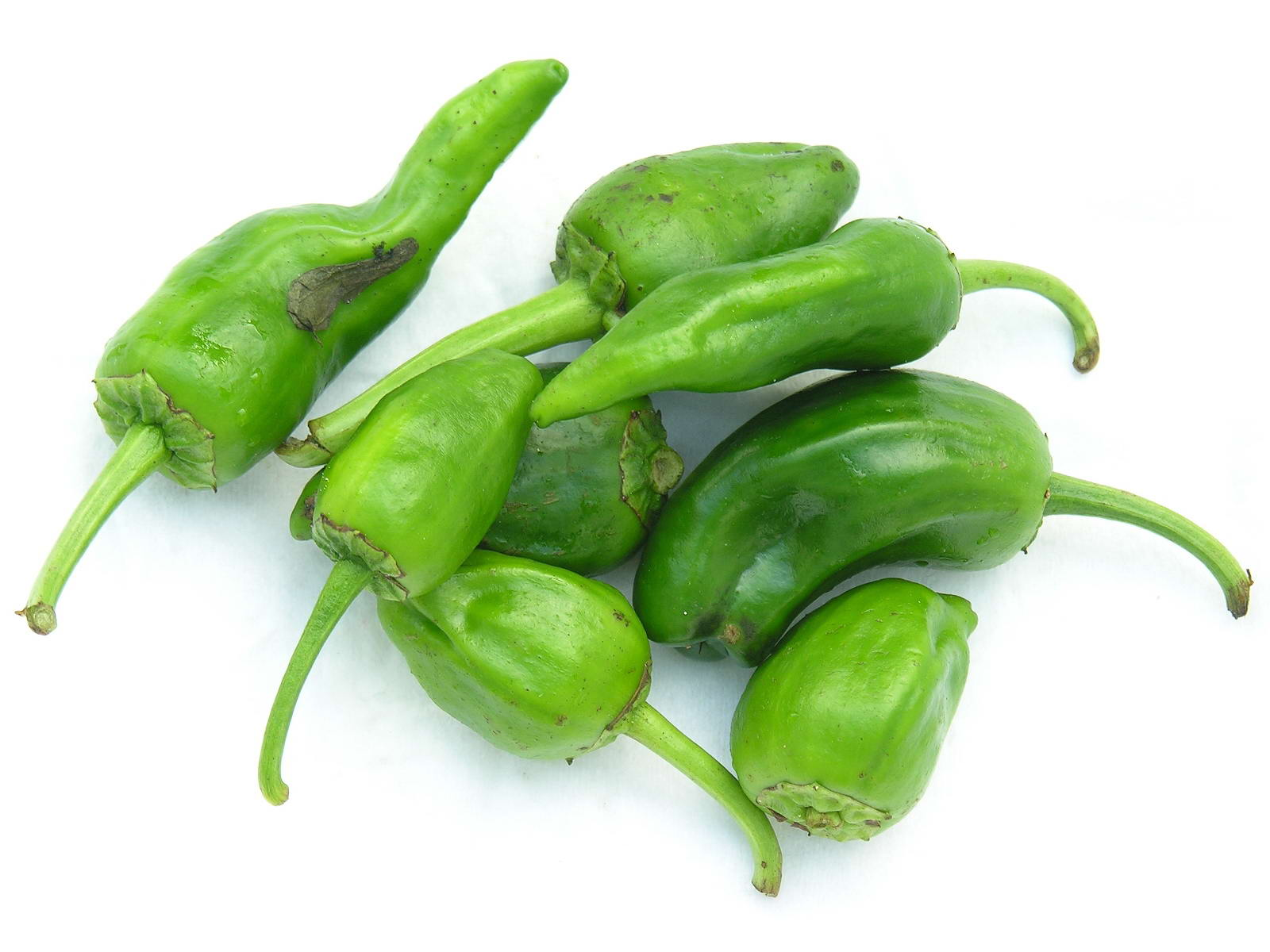
Pimientos de Padrón.

A pesar de que su denominación pueda indicar su procedencia geográfica, lo cierto es que este fruto, principalmente se cultiva en un pueblo colindante a la villa de Padrón: Herbón. Esta variedad la trajeron miembros de la orden franciscana desde las indias, probablemente en el siglo XVI o XVII. Su buena adaptación al terreno (pH ácido), ha sido de gran ayuda para los agricultores de la zona.